# La Distinction
La Distinction: Critique sociale du jugement (tiếng Việt tạm dịch là Sự ưu biệt: Sự phê phán xã hội về sự phán đoán) là cuốn sách xuất bản năm 1979 của Pierre Bourdieu. Cuốn sách dựa trên nghiên cứu thực nghiệm của ông từ năm 1963 đến năm 1968. Là một báo cáo xã hội học về tình trạng văn hóa Pháp, bản dịch tiếng Anh của La Distinction được xuất bản lần đầu vào năm 1984. Năm 1998, Hiệp hội Xã hội học Quốc tế đã bình chọn La Distinction là một trong mười cuốn sách xã hội học quan trọng nhất của thế kỷ 20.

## Tóm tắt
Bourdieu cho rằng những người có vốn văn hóa cao - vốn tài sản xã hội phi tài chính, chẳng hạn như giáo dục, thứ thúc đẩy sự dịch chuyển xã hội vượt trên các phương tiện kinh tế - có nhiều khả năng xác định được điều gì tạo nên thị hiếu(taste) trong xã hội. Những người có khối lượng vốn tổng thể thấp hơn chấp nhận thị hiếu và sự ưu  biệt văn hóa cao hay thấp này như là hợp lý và tự nhiên, và do đó chấp nhận những hạn chế đang tồn tại về sự chuyển đổi giữa các hình thức khác nhau của vốn (kinh tế, xã hội, văn hóa). Những người có vốn tổng thể thấp không thể tiếp cận một lượng vốn văn hóa cao hơn vì họ thiếu các phương tiện cần thiết để làm như vậy. Điều này có thể có nghĩa là thiếu thuật ngữ để mô tả hoặc phương pháp để hiểu tác phẩm nghệ thuật kinh điển, do các đặc điểm của habitus của họ chẳng hạn. Theo cách nhìn này, Bourdieu khẳng định rằng 'những người thuộc giai cấp lao động mong đợi các đồ vật sẽ hoàn thành chức năng [của chúng .ND]' trong khi những người không chịu ảnh hưởng bởi nhu cầu kinh tế có thể có cái nhìn (gaze) thuần khiết, tách biệt khỏi [yêu cầu của .ND] cuộc sống hàng ngày. Bourdieu lập luận rằng sự chấp nhận với các hình thức 'thống trị' của thị hiếu chính là một hình thức của 'bạo lực biểu trưng' (symbolic violence). Có nghĩa là, sự tự nhiên hóa La Distinction thị hiếu này và nhận thức sai lầm về nó như là thứ tất yếu đã tước đi khỏi các giai cấp bị trị những phương tiện để định nghĩa thế giới của chính mình, thứ sẽ dẫn đến sự thiệt thòi của chính những người có vốn tổng thể ít hơn. Hơn thế, ngay cả khi các giai cấp xã hội bên dưới dường như có ý kiến của riêng họ về điều gì là có thị hiếu hay không có thị hiếu, "'thẩm mỹ' của giai-cấp-lao-động là một thứ thẩm mỹ bị áp bức, thứ thẩm mỹ luôn luôn phải định nghĩa chính mình thông qua các khái niệm của thẩm mỹ thống trị" của giai cấp thống trị.

## Học thuyết
Các lựa chọn thẩm mỹ của một người tạo ra các phân tầng giai cấp (class fractions - các nhóm xã hội dựa trên giai cấp) và tích cực tạo khoảng cách giữa giai cấp xã hội này với các giai cấp xã hội khác. Do đó, người ta dạy dỗ và làm cho trẻ em thấm nhuần khuynh hướng với một số loại đồ ăn, âm nhạc và nghệ thuật nhất định, và những thị hiếu cụ-thể-cho-giai-cấp này (không cụ thể cũng không cá nhân(?) sẽ định hướng trẻ em tới những vị trí xã hội "thích hợp" của chúng. Từ đó, sự tự lựa chọn vào một phân tầng giai cấp được thực hiện bằng cách thúc đẩy sự nội tâm hóa của trẻ em sự ưa thích với những đối tượng và hành vi phù hợp với chúng trong tư cách là thành viên của một giai cấp xã hội nhất định, và đồng thời, phát triển sự ác cảm với các đối tượng và hành vi được ưa thích bởi những người ở giai cấp xã hội khác. Trên thực tế, khi một người đàn ông hoặc phụ nữ tiếp xúc với văn hóa và nghệ thuật của một giai cấp xã hội khác, họ  cảm thấy "ghê tởm, khiếp hãi, không chịu nổi ('cảm thấy phát ốm') với thị hiếu của người khác."
Do đó, "thị hiếu" (taste) là một ví dụ quan trọng về sự bá quyền văn hóa (cultural hegemony), về cách thức xác định các phân tầng giai cấp. Đây không chỉ là sự sở hữu vốn xã hội và vốn kinh tế, mà còn là sự sở hữu vốn văn hóa. Người ta sử dụng sự thấm nhuần và sự tích lũy vốn văn hóa như một cơ chế ngấm ngầm đảm bảo sự tái sản xuất xã hội (social reproduction) cũng như tái sản xuất văn hóa (cultural reproduction) của giai cấp thống trị. Hơn thế, vì mọi người được dạy về thị hiếu từ khi còn bé, họ nội tâm hóa thị hiếu một cách sâu sắc. Rất khó để điều chỉnh thị hiếu. Và thị hiếu được tích lũy và thấm nhuần đó có xu hướng đặt một người vào một giai cấp xã hội nhất định nào đó vĩnh viễn. Điều này ngăn cản sự dịch chuyển xã hội (social mobility). Theo cách đó, thị hiếu văn hóa của giai cấp thống trị có xu hướng chi phối thị hiếu của các giai cấp xã hội khác, buộc các cá nhân đàn ông và đàn bà của các giai cấp bị trị về mặt kinh tế và văn hóa phải tuân thủ theo gu thẩm mỹ thống trị, hoặc có nguy cơ bị "xã hội" chối bỏ (nhưng trên thực tế là bị phân tầng và áp bức) - họ hiện lên như là thô thiển, thô tục và không có thị hiếu.

## Phương pháp luận
Chịu ảnh hưởng bởi chủ nghĩa cấu trúc, Bourdieu đã tìm cách vượt ra khỏi sự phụ thuộc truyền thống vào phân tích hồi quy (regression analysis) trong xã hội học đương đại và đạt tới một cách tiếp cận định lượng chặt chẽ hơn. Thay vì dựa vào mối tương quan của nhiều biến số độc lập (independent variables), ông quan tâm đến việc phát triển một nền tảng cho phép ông xem xét "hệ thống hoàn chỉnh của các mối quan hệ tạo nên nguyên lý thực sự của lực (force) và hình thức cụ thể cho các tác động được ghi lại trong mối tương quan đó." Với phân tích trong Sự ưu biệt, Bourdieu, trong khi làm việc với kỹ thuật viên thống kê Salah Bouhedja, đã thực hiện nhiều vòng phân tích tương quan (correspondence analysis) trên bộ dữ liệu từ hai cuộc khảo sát, "khảo sát Kodak" năm 1963 và "khảo sát thị hiếu" năm 1967. Bên cạnh phân tích này, Bourdieu cũng áp dụng phân tích tương quan cho một tập hợp con dữ liệu, các câu trả lời từ những gì Bourdieu dán nhãn là "các giai cấp thống trị" và "giai cấp tiểu tư sản" (petite-bourgeoisie). Dạng nghiên cứu này đại diện cho nỗ lực ban đầu của phân tích dữ liệu hình học (geometric data analysis), đặc biệt là phân tích tương quan nhiều lần (multiple correspondence analysis - MCA) thứ sẽ trở thành khung phương pháp luận quan trọng trong các công trình của Bourdieu sau này. 

## Đón nhận
Năm 1998, Hiệp hội Xã hội học Quốc tế (ISA) đã bình chọn La Distinction là một trong mười cuốn sách xã hội học quan trọng nhất của thế kỷ 20, xếp sau cuốn Sự kiến tạo xã hội về thực tại (The Social Construction of Reality - 1966) của Peter L. Berger và Thomas Luckmann, nhưng trước cuốn Tiến trình văn minh hóa (The Civilizing Process - 1939) của Norbert Elias. Nhà phê bình Camille Paglia đồng ý với kết luận của Bourdieu rằng thị hiếu phụ thuộc vào sự thay đổi của các giả định xã hội, nhưng cho rằng điều đó đáng lẽ phải là hiển nhiên, và bác bỏ La Distinction. 